# Le donne di Franca Valeri
Le donne di Franca Valeri è un album in studio dell'attrice italiana Franca Valeri, pubblicato nel 1962.

## Descrizione
L'album è stato pubblicato nel 1962 con numero di catalogo QELP 8039 e ristampato con numero catalogo PSQ 051.

## Tracce
1. La dive intervistata – 2:48 (Franca Valeri)
2. La domestica tuttofare – 1:08 (Franca Valeri)
3. Una sarta romana – 1:51 (Franca Valeri)
4. La famiglia – 5:10 (Franca Valeri)
5. La madre egoista – 3:08 (Franca Valeri)
6. La ragazza ricca che lavora – 3:46 (Franca Valeri)
7. Piccola posta – 3:28 (Franca Valeri)
8. De gustibus – 2:46 (Franca Valeri)
9. L'attrice e la mamma – 1:28 (Franca Valeri)
10. Repertorio d'una attrice di prosa – 3:29 (Franca Valeri)
11. Mitzi la coreografa – 4:11 (Franca Valeri)
12. Il salotto letterario – 3:21 (Franca Valeri)
13. L'amica egoista – 5:16 (Franca Valeri)
14. Lina e la Rivoluzione – 2:37 (Franca Valeri)

## Edizioni
- 1962 - Le donne di Franca Valeri (La Voce del Padrone, QELP 8039, LP)
- Le donne di Franca Valeri (La Voce del Padrone, PSQ 051, LP)